# Cicle metònic

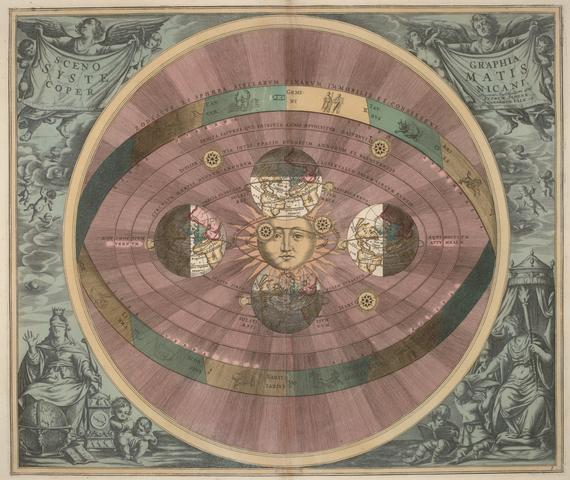
Systema Solar Heliocèntric

En astronomia i amb l'establiment dels calendaris, el cicle de Metó, cicle Metònic o Enneadecaeteris és un comú múltiple aproximatiu dels períodes orbitals de la Terra i de la Lluna.
En efecte, 19 anys tropicals i 235 mesos sinòdics no difereixen més que en 2 hores, d'aquí que al cap de 19 anys, les mateixes dates de l'any es corresponguin amb les mateixes fases de la Lluna.

## Descripció

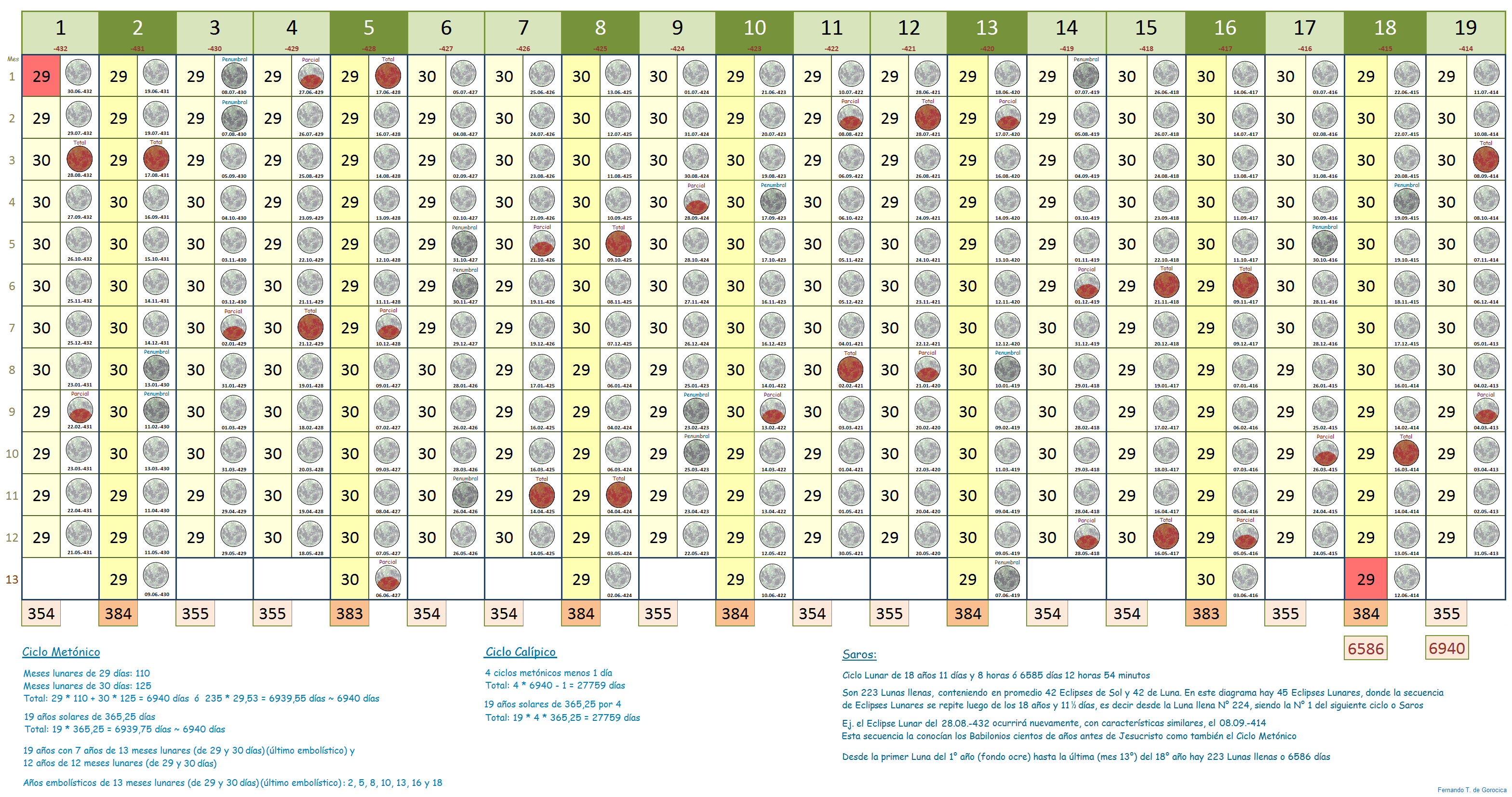
Cicle metònic.

El lloc d'un any en aquest cicle es diu  nombre auri (astronomia) , potser perquè era gravat cada any en els pilars d'un temple a Atenes i és utilitzat per al càlcul de l'arribada de la Pasqua.
El nom de cicle de Metó prové de l'astrònom grec Metó, que havia assenyalat ja aquesta coincidència al voltant del 432 aC, com ho va fer l'astrònom caldeu Kidinnu cap al 380 aC
Però els escrits cuneïformes semblen indicar que aquest cicle ja era conegut a Mesopotàmia des del segle VI aC i era utilitzat per predir els eclipsis.
El cicle metònic és emprat en els calendaris lunisolars.
En efecte, en un calendari lunisolar típic, la major part dels anys són anys lunars de 12 mesos, però 7 dels 19 anys tenen un mes suplementari, conegut amb el nom de mes intercalar o embolisme. 

En els calendaris babilonis i hebreus antics, els anys: 3, 6, 8, 11, 14, 17 i 19, són anys de tretze mesos del cicle de Metó.
Hi ha igualment uns altres dos cicles similars: l'octaeteris  (8 anys ≈ 99 llunacions, cf. Calendari àtic) i el  tricte  (11 anys ≈ 136 llunacions). El cicle de Metó està igualment proper (a migdia i escaig) de 255 mesos draconítics.
És doncs igualment un cicle d'eclipsis, que dura només 4 o 5 eclipsis.
El Tritó, proper a 146,5 mesos draconítics, és un millor cicle d'eclipsis.